# Web Standards Project
Web Standards Project (WaSP) была группой профессиональных веб-разработчиков, поддерживающих и пропагандирующих использование веб-стандартов, рекомендованных консорциумом W3C.
Группа основана в 1998 году и выступала в поддержку стандартов, уменьшающих стоимость и сложность веб-разработок и при этом способствующих унификации и продлению жизнестойкости любых документов, опубликованных в Интернет. Группа WaSP работала в сотрудничестве с различными компаниями и производителями — разработчиками браузеров и инструментариев — и активно склоняла их к использованию стандартов W3C, так как они «тщательно проработаны с учётом наилучшей совместимости с наибольшим числом пользователей».

## Организация
На июль 2008 года WaSP возглавляли Дерек Фезерстоун, Аарон Густафсон и Гленда Симс
До этого во главе группы стояли:
- Джордж Ольсен (1998—1999) — основатель организации
- Джеффри Зельдман (1999—2002)
- Молли Хольцшлаг (2004—2006)
- Кимберли Блессинг и Дрю МакЛеллан (2006—2008)

К работе привлекаются разные специалисты на отдельно оговорённых условиях, на сайте группы действует блог Buzz Blog Архивная копия от 13 мая 2009 на Wayback Machine и другие средства информации и общения.
В марте 2013 года группа сообщила о своём распаде.

### Task Forces
Web Standards Project также работала в нескольких направлениях. Эта деятельность была сосредоточена во внутренних тематических проектах, так называемых Task Forces. В рамках Task Forces компания взаимодействовала со многими ведущими разработчиками программного обеспечения для Интернет, эффективно решая задачи стандартизации и совместимости различных интернет-технологий.
Adobe Task ForceРабота с приложениями от Adobe Systems. До 10 марта 2008 года проект назывался Dreamweaver Task Force.
Education Task ForceСовместная работа с учреждениями высшего образования для разработки обучающих курсов по веб-стандартам и создания образцовых сайтов, отвечающих этим стандартам.
Microsoft Task ForceРабота с Internet Explorer и командой разработчиков Web platform.
Accessibility Task ForceРабота с организациями, продавцами и другими для улучшения веб-совместимости.
International Liaison Group«Активный сторонник веб-стандартизации и оптимальной организации работ по её продвижению в разных странах.»
The Street TeamОрганизовала различные акции в поддержку веб-стандартов.
Проект DOM Scripting task force не активен, хотя до сих пор в списке проектов на сайте WaSP. В его задачи входили обеспечение взаимодействия со скриптами клиентской части, разъяснение и промоутинг стандартов DOM от W3C и стандартов языка ECMAScript, а также концепции progressive enhancement (прогрессивное улучшение), graceful degradation (поэтапная деградация) и unobtrusive scripting. Лучшие наработки получили наименование DOM scripting, для отличия от более ранних и неудачных на основе DHTML.

## Продукты
- Тест Acid1 для проверки браузеров и браузерных движков на совместимость со спецификациями HTML4 и CSS 1.
- Тест Acid2 для проверки браузеров и браузерных движков на совместимость со спецификациями CSS 1 и CSS 2.
- Тест Acid3 для проверки браузеров и браузерных движков на совместимость со спецификациями CSS 2.1, DOM и ECMAScript.